# Sadroc
Sadroc este o comună în departamentul Corrèze din centrul Franței. În 2009 avea o populație de 786 de locuitori.

## Evoluția populației
| An        | 1975 | 1982 | 1990 | 1999 | 2006 | 2009 |
| --------- | ---- | ---- | ---- | ---- | ---- | ---- |
| Populație | 586  | 594  | 634  | 636  | 744  | 786  |